# Equal Salary
Equal Salary ist ein Zertifikat für Unternehmen zum Nachweis der Einhaltung der Lohngleichheit zwischen Frau und Mann. Es wird von der Stiftung Equal Salary in Vevey verliehen. Das Zertifikat soll die Attraktivität des Unternehmens auf dem Arbeitsmarkt verbessern, die interne Lohnzufriedenheit fördern und das Gesamtimage des Unternehmens stärken.

## Hintergrund und Entstehung
Equal Salary wurde mit Unterstützung des Eidgenössischen Büros für die Gleichstellung von Frau und Mann (Finanzhilfen nach Gleichstellungsgesetz) in der Schweiz entwickelt. Ziel war die Etablierung eines Verfahrens, das Unternehmen den Nachweis einer geschlechtergerechten Lohnpolitik ermöglicht, ohne dass vertrauliche Daten öffentlich gemacht werden müssen.
Methodisch wird dies dank einer statistischen Lohnanalyse möglich. Mit der Berechnung von Lohngleichungen (Regressionsanalysen) wird der Einfluss von verschiedenen Erklärungsfaktoren wie Ausbildungsniveau, berufliche Erfahrung, Dienstalter, arbeitsplatzbezogene Faktoren und weitere für das Unternehmen wichtige Aspekte auf den Lohn berechnet. Lohngleichheit ist dann eingehalten, wenn sich geschlechtsspezifische Lohnunterschiede durch solche objektiven, nicht diskriminierenden Faktoren erklären lassen.

## Zertifizierungsverfahren
Alle privatwirtschaftlichen und öffentlichen Unternehmen und Organisationen können das Zertifikat erwerben. Die Zertifizierung wird durch eine Zertifizierungsstelle geleitet (derzeit die Société Générale de Surveillance). Das Verfahren besteht aus zwei Phasen. Die erste Phase ist die statistische Lohnanalyse, durchgeführt im Observatoire universitaire de l’emploi (OUE) der Universität Genf. In der zweiten Phase findet ein Audit vor Ort und eine schriftliche Befragung von Mitarbeitenden statt, um die Umsetzung der gleichstellungsgerechten Lohnpolitik zu erfassen. Werden im Verlaufe dieser Prüfungen Probleme aufgedeckt, sind die Unternehmen aufgefordert, diese zu beseitigen.
Können beide Phasen erfolgreich abgeschlossen werden, wird das Unternehmen für die Dauer von drei Jahren mit dem Equal Salary-Label ausgezeichnet. Während dieser Zeit finden zwei Kontrollaudits statt.